# Roger Ashton-Griffiths
Roger Ashton-Griffiths (Hertfordshire, 19 de janeiro de 1957) é um ator e roteirista britânico.
Atuou em produções, como Os Irmãos Grimm, Brasil, The Knight's Tale, Gangues de Nova York, What a Girl Wants, The Cook, the Thief, His Wife and Her Lover e King Ralph. Também atuou em Margaret (2009) e The Tudors (2009), produções televisiva.